# Schedotrioza multitudinea
Schedotrioza multitudinea är en insektsart som först beskrevs av William Miles Maskell 1898.  Schedotrioza multitudinea ingår i släktet Schedotrioza och familjen spetsbladloppor. Inga underarter finns listade i Catalogue of Life.